# Javier Monfort Minaya
Javier Monfort Minaya (Valencia, 30 de julio de 1990) es un voleibolista español que juega como receptor en el UPV Léleman Conqueridor Valencia de la Superliga, equipo en el que empezó su carrera y donde volvió en el 2022. Equipo en el que también coincide con su hermano Vicente Monfort.
Empezó a jugar en el Colegio Público Cervantes de Valencia. Antes también pasó por la Universidad Politécnica de Valencia, UBE L'Illa Grau, Club Mediterráneo de Castellón, C.V. Teruel, Club Voleibol Melilla, Unicaja Almería, Club Voleibol Almoradí y Vecindario ACE Gran Canaria. Además ha disputado numerosas pruebas del Madison Beach Volley Tour y del FIVB Beach Volleyball World Tour.

## Biografía

### Inicios
A los 4 años inició un viaje en su colegio, el Cervantes de Valencia, donde descubrió el voleibol. Jugaba con el equipo de su categoría y también con el de su hermano, Vicente Monfort Minaya. A lo largo de su trayectoria como jugador en las categorías inferiores, destaca el Campeonato de España de Voleibol cuando era infantil y el conseguido un año más tarde con la Selección Valenciana cadete. Durante esta etapa fue formándose como jugador y como persona, logrando acabar sus estudios y mejorar de forma exponencial su técnica y su táctica. Además, en la etapa final de las categorías de formación, fue parte de la selección española permanente que estaba en Palencia. Aquí debutó en la Liga FEV y jugó diversos campeonatos internacionales sub-19.

### UBE L'Illa Grau
En la temporada 2008/2009 el jugador valenciano iba a abandonar la selección para formar parte del UBE L'Illa Grau. Fichaba para alternar partidos con el equipo juvenil y el Superliga 2. Su primera aventura en la categoría de plata no fue tan exitosa como hubiese querido en un principio. El equipo dirigido por Carlos Cavalli no consiguió el objetivo de esa temporada, el ascenso, aunque quedaron en una meritoria sexta posición.
Al año siguiente, el jugador encaraba la temporada como la de consolidación en Superliga 2. Empezó jugando una serie de partidos con el equipo, hasta que el 10 de noviembre de 2009 ficharía por la Universidad Politécnica de Valencia que militaba en Liga FEV con vistas a conseguir el ascenso a Superliga 2.

### Universidad Politécnica de Valencia
El 11 de noviembre de 2009 el jugador era presentado como jugador del equipo valenciano y volvía así al equipo de sus orígenes. El equipo más joven de la categoría, con una media de 21 años, logró entrar en a Fase de Ascenso a Superliga 2. Aquí, el equipo disputó 14 encuentros al más alto nivel, pero no pudo obtener el ansiado ascenso.
La siguiente temporada sería una repetición de lo vivido en la anterior. Javier Monfort, que empezaba a ganar peso en la plantilla, estuvo cerca de volver a esa división de plata del voleibol español. Esta vez estuvieron aún más cerca de lograrlo, con una cuarta posición. Estaban más cerca, pero se les seguía resistiendo.
A la tercera fue la vencida. Después de una temporada de ensueño, los valencianos y por lo tanto Javier Monfort Minaya, se alzaron con la Liga FEV consiguiendo de forma definitiva el ascenso a la Superliga 2. Un equipo de Valencia jugaría en la liga de plata.
Todos los romances tienen un final y el de Javier con la Universidad Politécnica de Valencia no iba a ser menos. La temporada 2012-13 fue muy satisfactoria para el equipo valenciano. Lograron llegar a las semifinales de la Copa Príncipe donde cayeron contra CV AA Llars Mundet. Por otra parte, consiguieron la cuarta plaza en la clasificación y tras la renuncia de los equipos punteros, estuvieron cerca de ser equipo de Superliga, algo que se intentó hasta que la Universidad retiró el patrocinio y se disolvió el club.

### Club Mediterráneo de Castellón
Tras un año dedicándose de completamente al voley playa, Javier Monfort decidió volver a la pista con el Club Mediterráneo de Castellón que militaba en Superliga 2. Aquí, igual que lo hiciera en la Universidad Politécnica de Valencia, iba a coincidir con su hermano Vicente Monfort Minaya.
Esta temporada 2014-15, el equipo de Santiago López López iba conseguir un doblete proclamándose campeón de la Copa Príncipe y de la Superliga 2. Además, en esta temporada el papel de los hermanos Monfort fue tan importante que fueron recompensados en numerosas veces con el premio al mejor jugador de la jornada (MVP) y a Javier, con el de mejor jugador de la categoría en ese año.

### Club Voleibol Teruel
Con este cartel, el jugador iba a fichar por el CAI Teruel, equipo con el que debutaba en la Superliga y en la Copa CEV. Además, empezaba el año disputándole la Supercopa de España al Unicaja Almería. Esta competición la perderían en un ajustado Tie-Break.
La liga regular contó con varios altibajos. Empezaron la competición con Carlos Carreño como entrenador, pero tras perder la final de la Copa del Rey también ante el equipo de Piero Molducci, el entrenador turolense fue destituido y fue Miguel Rivera quien ocuparía el cargo. Mientras tanto, el jugador de la costa levantina, logró llegar a la fase previa de la Copa CEV. Aquí cayeron ante el Knack Roeselare y se quedaron a las puertas de la Final Four por el título.
Esa misma temporada se terminaría con los Play Offs por el título de la Superliga. En esta ocasión, el equipo ya dirigido por Miguel Rivera le ganó al Ushuaïa Ibiza Voley la eliminatoria (3-0) y llegó a la final ante Unicaja Almería. El equipo naranja, donde estaba Javier Monfort, logró aguantar la eliminatoria hasta el 5 partido, donde finalmente se decantaría el título hacia el lado del equipo andaluz. Así, el receptor valenciano se proclamaría subcampeón de la Superliga.

### Club Voleibol Melilla
Tras la temporada en Teruel, el jugador decide marcharse a la ciudad autónoma de Melilla donde jugaba su hermano. En la pretemporada, tiene la mala fortuna de lesionarse en un entrenamiento. Esto provocó que el jugador no debutara con el equipo de Salim Abdelkader hasta el 19 de noviembre de 2016 ante precisamente su exequipo, el C.V. Teruel. Ese partido se saldó con victoria del equipo del jugador, aunque fue un espejismo de lo que supondría esa temporada de forma colectiva para el club. Pese a esto, Javier Monfort fue uno de los jugadores más destacados de la categoría. En 17 partidos (5 menos que el resto de jugadores) el valenciano realizó la friolera de 261 puntos, siendo el 18º máximo anotador de la liga. Pese a estos números, el jugador dejaría de vestir la elástica azulona.

### Unicaja Almería
El 28 de julio de 2017 el receptor Javier Monfort fichó por el equipo dirigido por Piero Molducci para la temporada 2017/2018. Tras una primera temporada en la que se llega a la final de todas las competiciones en las que se participaba, el equipo no logra doblegar a un C.V. Teruel que estaba en su mejor momento. El jugador poco pudo hacer debido a que no lograba un sitio en el septeto inicial. Pese a ello, el valenciano renueva por un año en la disciplina verde e inicia una segunda temporada como ahorrador.
El año empieza con la marcha de Piero Molducci de los banquillos y la llegada del mítico exjugador Manolo Berenguel. El equipo pierde en su primer partido oficial en la Supercopa de España ante el C.V. Teruel aunque consigue recuperarse en solo una semana y vencer a su rival en la competición pero esta vez en la Superliga. En ese partido, el valenciano logra convencer al nuevo entrenador para estar en la terna a ser titular. Durante ese año va alternando titularidades con salidas desde el banquillo siendo en todo momento una pieza importante de la plantilla. La buena dinámica de la primera vuelta de la fase regular hace que el jugador consiga su primer título en la división de oro del voleibol español. Tras derrotar al Club Voleibol Teruel en la final, consiguieron levantar la Copa del Rey. Un título que rompió la sequía almeriense e hizo posible que estrenara su palmarés después de varios subcampeonatos.
Cierto es que tras finalizar la temporada regular de liga, en los Play Offs tuvieron mucha oposición contra el  Ushuaïa Ibiza Voley al que pudieron doblegar en el Tie-Break del cuarto partido, con remontada incluida. Cierto es que tras ese pase a la final, el Club Voleibol Teruel se iba a vengar de lo sucedido en la Copa y fulminó al equipo almeriense por la vía rápida.

### Club Voleibol Almoradí
El 20 de septiembre de 2019 el vigente campeón de la Copa del Rey iba a cambiar de aires y ficharía por el recién ascendido Club Voleibol Almoradí. Tras una breve pretemporada donde consiguió quedar subcampeón de la Copa Comunitat Valenciana iba a empezar su quinta temporada consecutiva en Superliga. Aunque tan solo iba a estar en los tres primeros partidos ante Ushuaïa Ibiza Voley, Conectabalear CV Manacor y Río Duero Soria siendo este último equipo la primera victoria del conjunto alicantino y su partido de despedida, como así lo comunicó el club el 29 de octubre de 2019:

Comunicado Oficial del CV Almoradí
«Solo podemos darte las gracias por tu compromiso, esfuerzo, profesionalidad, por defender nuestros colores, por la pasión mostrada por este deporte y por hacer más grande nuestro pequeño club.
Esperábamos su marcha debido a las ganas de conocer otras ligas, aunque finalmente recalará en un equipo rival, teniendo la suerte de poder volver a verle aunque sea al otro lado de la pista.

Mucha suerte, Javi.»

### Vecindario ACE Gran Canaria
Tras la rescisión de contrato entre ambas partes, el jugador se embarcó en un renovado proyecto del Vecindario ACE Gran Canaria. El 30 de octubre de 2019 el club isleño oficializó el fichaje con un comunicado en sus canales oficiales. Así, daba por iniciada su quinta etapa en la Superliga en un equipo con aspiraciones a estar en la Copa del Rey y en los Play Offs por el título que ese año se habían ampliado de cuatro a ocho plazas.
En los primeros partidos fue teniendo cada vez más protagonismo en el juego hasta el partido de la sexta jornada contra el UBE L'Illa Grau donde hizo 21 puntos siendo fundamental para conseguir la victoria, rompiendo así una racha negativa de cuatro derrotas consecutivas. Motivo por el cual fue incluido en el Septeto Ideal de la Jornada de la Superliga. La temporada fue muy complicada y el equipo se quedó fuera de la Copa del Rey en el último partido de la primera vuelta. Esto supuso un cambio de dinámica y un punto de partida para que el equipo empezara a unirse más para conseguir el objetivo de meterse en los Play Offs por la Superliga. Un objetivo que en la vigésima jornada estaba cumplido, pero la crisis causada por la pandemia del COVID-19 provocó que la temporada concluyera y con ella la participación del jugador valenciano con el equipo canario del que se desvinculó a final de temporada.

### Melilla Sport Capital
El jugador valenciano llegaría el 9 de octubre de 2020 para fichar por el Melilla Sport Capital, justo para debutar en casa contra el Rotogal Boiro en la segunda jornada de la Superliga. Firmó un gran partido contra el Rotogal Boiro y fue premiado entre los siete mejores de la jornada, todo para empezar con buen pie en su nuevo equipo.

## Trayectoria
| Club                                | País   | Temporadas        | PJ | Puntos |
| ----------------------------------- | ------ | ----------------- | -- | ------ |
| Universidad Politécnica de Valencia | España | 2003 - 2008       | ?  | ?      |
| C.V. L'Illa Grau de Castellón       | España | 2008 - 2009       | ?  | ?      |
| Universidad Politécnica de Valencia | España | 2009 - 2013       | ?  | ?      |
| Mediterráneo de Castellón           | España | 2014 - 2015       | 18 | 374    |
| CAI Teruel                          | España | 2015 - 2016       | 37 | 184    |
| C.V. Melilla                        | España | 2016 - 2017       | 17 | 261    |
| Unicaja Almería                     | España | 2017 - 2019       | 60 | 595    |
| Club Voleibol Almoradí              | España | 2019              | 3  | 45     |
| Vecindario ACE Gran Canaria         | España | 2019 - 2020       | 17 | 272    |
| Melilla Sport Capital               | España | 2020 - 2022       | 61 | 860    |
| UPV Léleman Conqueridor Valencia    | España | 2022 - Actualidad | 51 | 742    |

- Datos actualizados a 27 de septiembre de 2024.

## Palmarés

### Jugador
Campeonatos Nacionales
| Título        | Club                                | País   | Año  |
| ------------- | ----------------------------------- | ------ | ---- |
| Liga FEV      | Universidad Politécnica de Valencia | España | 2012 |
| Copa Príncipe | Club Mediterráneo de Castellón      | España | 2015 |
| Superliga 2   | Club Mediterráneo de Castellón      | España | 2015 |
| Copa del Rey  | Unicaja Almería                     | España | 2019 |
| Copa del Rey  | Melilla Sport Capital               | España | 2022 |

Campeonatos de España
| Título                        | Club                        | País   | Año  |
| ----------------------------- | --------------------------- | ------ | ---- |
| Campeonato de España Infantil | UPV - Conqueridor Sub-14    | España | 2003 |
| Campeonato de España Cadete   | Selección Valenciana Sub-16 | España | 2005 |

Distinciones individuales
| Título                                          | Club                                | País   | Año     |
| ----------------------------------------------- | ----------------------------------- | ------ | ------- |
| Septeto Ideal de Superliga 2 (4)                | Universidad Politécnica de Valencia | España | 2013    |
| Septeto Ideal de Superliga 2 (10)               | C.V. Mediterráneo                   | España | 2015    |
| Mejor Jugador de la Jornada de Superliga 2 (5)  | C.V. Mediterráneo                   | España | 2015    |
| Mejor Jugador de la Superliga 2                 | C.V. Mediterráneo                   | España | 2015    |
| Septeto Ideal de Superliga (2)                  | C.V. Melilla                        | España | 2017    |
| Mejor Jugador de la Jornada de la Superliga (2) | Unicaja Almería                     | España | 2018-19 |
| Septeto Ideal de la Superliga (2)               | Vecindario ACE Gran Canaria         | España | 2019-20 |
| Mejor Jugador de la Jornada de la Superliga (1) | Vecindario ACE Gran Canaria         | España | 2019-20 |
| Septeto Ideal de Superliga (2)                  | C.V. Melilla                        | España | 2020-21 |